# イノシン酸ヌクレオシダーゼ
イノシン酸ヌクレオシダーゼ(Inosinate nucleosidase、EC 3.2.2.12)は、以下の化学反応を触媒する酵素である。
5'-イノシン酸 + 水{\displaystyle \rightleftharpoons }D-リボース-5-リン酸 + ヒポキサンチン
従って、この酵素は、5'-イノシン酸と水の2つの基質、D-リボース-5-リン酸とヒポキサンチンの2つの生成物を持つ。
この酵素は加水分解酵素、特にN-グリコシル化合物を分解するグリコシダーゼに分類される。系統名は5'-イノシン酸ホスホリボヒドロラーゼ(5'-inosinate phosphoribohydrolase)である。プリンの代謝に関与している。